# Communauté de communes Autour de Chenonceaux Bléré-Val de Cher
Die Communauté de communes Autour de Chenonceaux Bléré-Val de Cher ist ein französischer Gemeindeverband mit der Rechtsform einer Communauté de communes im Département Indre-et-Loire in der Region Centre-Val de Loire. Er wurde am 14. Dezember 2000 gegründet und umfasst 15 Gemeinden. Der Verwaltungssitz befindet sich im Ort Bléré.

## Historische Entwicklung
Der Erlass der Präfektin vom 2. Dezember 2022 legte die Änderung des früheren Namens des Gemeindeverbands Communauté de communes de Bléré Val de Cher auf den aktuellen Namen fest.

## Mitgliedsgemeinden
| Gemeinde                                                       | Einwohner 1. Januar 2022 | Fläche km² | Dichte Einw./km² | Code INSEE | Postleitzahl |
| -------------------------------------------------------------- | ------------------------ | ---------- | ---------------- | ---------- | ------------ |
| Athée-sur-Cher                                                 | 2.848                    | 34,47      | 83               | 37008      | 37270        |
| Bléré                                                          | 5.340                    | 30,80      | 173              | 37027      | 37150        |
| Céré-la-Ronde                                                  | 424                      | 49,20      | 9                | 37046      | 37460        |
| Chenonceaux                                                    | 334                      | 4,33       | 77               | 37070      | 37150        |
| Chisseaux                                                      | 590                      | 11,80      | 50               | 37073      | 37150        |
| Cigogné                                                        | 462                      | 21,79      | 21               | 37075      | 37310        |
| Civray-de-Touraine                                             | 1.828                    | 22,88      | 80               | 37079      | 37150        |
| Courçay                                                        | 796                      | 24,77      | 32               | 37085      | 37310        |
| Dierre                                                         | 637                      | 10,27      | 62               | 37096      | 37150        |
| Épeigné-les-Bois                                               | 400                      | 14,52      | 28               | 37100      | 37150        |
| Francueil                                                      | 1.453                    | 12,91      | 113              | 37110      | 37150        |
| La Croix-en-Touraine                                           | 2.484                    | 15,04      | 165              | 37091      | 37150        |
| Luzillé                                                        | 983                      | 40,68      | 24               | 37141      | 37150        |
| Saint-Martin-le-Beau                                           | 3.193                    | 18,44      | 173              | 37225      | 37270        |
| Sublaines                                                      | 176                      | 14,44      | 12               | 37253      | 37310        |
| Communauté de communes Autour de Chenonceaux Bléré-Val de Cher | 21.948                   | 326,34     | 67               | –          | –            |